# مرداب‌مگس‌واران
مرداب‌مگس‌واران (نام علمی: Sciomyzoidea) نام یک بالاخانواده از راسته مگس است.

## تیره‌ها
- مگس‌های کتانجک
- Dryomyzidae
- Helosciomyzidae
- Ropalomeridae
- Heterocheilidae
- مگس‌های مردارخوار سیاه
- Sciomyzidae